# کاراته در بازی‌های آسیایی ۲۰۱۸
کاراته یکی از ورزش‌های بازی‌های آسیایی ۲۰۱۸ است که از ۲۵ تا ۲۷ اوت ۲۰۱۸ برگزار شده است.
این مسابقات در دو بخش کاتا و کمیته مردان و زنان در جاکارتا کنوانسیون سنتر، جاکارتا، اندونزی انجام شده است.

## خلاصه مدال‌ها

### جدول مدال‌ها
| رتبه  | کشور          | طلا | نقره | برنز | مجموع |
| ۱     | ژاپن          | ۴   | ۰    | ۲    | ۶     |
| ۲     | ایران         | ۲   | ۳    | ۳    | ۸     |
| ۳     | چین تایپه     | ۲   | ۱    | ۲    | ۵     |
| ۴     | چین           | ۱   | ۲    | ۰    | ۳     |
| ۵     | قزاقستان      | ۱   | ۱    | ۱    | ۳     |
| ۶     | کویت          | ۱   | ۱    | ۰    | ۲     |
| ۷     | اندونزی       | ۱   | ۰    | ۳    | ۴     |
| ۸     | ازبکستان      | ۰   | ۱    | ۲    | ۳     |
| ۹     | ماکائو        | ۰   | ۱    | ۱    | ۲     |
| ۹     | عربستان سعودی | ۰   | ۱    | ۱    | ۲     |
| ۱۱    | ویتنام        | ۰   | ۱    | ۰    | ۱     |
| ۱۲    | هنگ کنگ       | ۰   | ۰    | ۲    | ۲     |
| ۱۲    | اردن          | ۰   | ۰    | ۲    | ۲     |
| ۱۴    | مالزی         | ۰   | ۰    | ۱    | ۱     |
| ۱۴    | پاکستان       | ۰   | ۰    | ۱    | ۱     |
| ۱۴    | فیلیپین       | ۰   | ۰    | ۱    | ۱     |
| ۱۴    | کره جنوبی     | ۰   | ۰    | ۱    | ۱     |
| ۱۴    | تایلند        | ۰   | ۰    | ۱    | ۱     |
| مجموع | مجموع         | ۱۲  | ۱۲   | ۲۴   | ۴۸    |

### مدال‌آوران

#### کاتا
| رویداد        | طلا                  | نقره                   | برنز                              |
| انفرادی مردان | Ryo Kiyuna · ژاپن    | Wang Yi-ta · چین تایپه | Ahmad Zigi Zaresta Yuda · اندونزی |
| انفرادی مردان | Ryo Kiyuna · ژاپن    | Wang Yi-ta · چین تایپه | Park Hee-jun · کره جنوبی          |
| انفرادی زنان  | Kiyou Shimizu · ژاپن | Sou Soi Lam · ماکائو   | Monsicha Tararattanakul · تایلند  |
| انفرادی زنان  | Kiyou Shimizu · ژاپن | Sou Soi Lam · ماکائو   | Grace Lau · هنگ کنگ               |

#### کومیته

##### مردان
| رویداد      | طلا                                  | نقره                                    | برنز                           |
| ۶۰ کیلوگرم  | Rifki Ardiansyah Arrosyiid · اندونزی | امیر مهدی‌زاده · ایران                   | Prem Kumar Selvam · مالزی      |
| ۶۰ کیلوگرم  | Rifki Ardiansyah Arrosyiid · اندونزی | امیر مهدی‌زاده · ایران                   | Sadriddin Saymatov · ازبکستان  |
| ۶۷ کیلوگرم  | علی عبدالعزیز · کویت                 | Didar Amirali · قزاقستان                | عبدالرحمان المصاطفه · اردن     |
| ۶۷ کیلوگرم  | علی عبدالعزیز · کویت                 | Didar Amirali · قزاقستان                | Jintar Simanjuntak · اندونزی   |
| ۷۵ کیلوگرم  | بهمن عسگری · ایران                   | Raef Adel al-Turkistani · عربستان سعودی | Hsu Wei-chun · چین تایپه       |
| ۷۵ کیلوگرم  | بهمن عسگری · ایران                   | Raef Adel al-Turkistani · عربستان سعودی | بشار النجار · اردن             |
| ۸۴ کیلوگرم  | Ryutaro Araga · ژاپن                 | احمد المسفر · کویت                      | ذبیح‌الله پورشیب · ایران        |
| ۸۴ کیلوگرم  | Ryutaro Araga · ژاپن                 | احمد المسفر · کویت                      | Wu Chun-wei · چین تایپه        |
| ۸۴+ کیلوگرم | سجاد گنج‌زاده · ایران                 | Nguyễn Minh Phụng · ویتنام              | طارق علی حامدی · عربستان سعودی |
| ۸۴+ کیلوگرم | سجاد گنج‌زاده · ایران                 | Nguyễn Minh Phụng · ویتنام              | Daniyar Yuldashev · قزاقستان   |

##### زنان
| رویداد      | طلا                          | نقره                          | برنز                                        |
| ۵۰ کیلوگرم  | Gu Shiau-shuang · چین تایپه  | Bakhriniso Babaeva · ازبکستان | Miho Miyahara · ژاپن                        |
| ۵۰ کیلوگرم  | Gu Shiau-shuang · چین تایپه  | Bakhriniso Babaeva · ازبکستان | Junna Tsukii · فیلیپین                      |
| ۵۵ کیلوگرم  | Wei Tzu-yun · چین تایپه      | طراوت خاکسار · ایران          | Cokorda Istri Agung Sanistya Rani · اندونزی |
| ۵۵ کیلوگرم  | Wei Tzu-yun · چین تایپه      | طراوت خاکسار · ایران          | Wong Sok I · ماکائو                         |
| ۶۱ کیلوگرم  | Yin Xiaoyan · چین            | رزیتا علیپور · ایران          | Choi Wan Yu · هنگ کنگ                       |
| ۶۱ کیلوگرم  | Yin Xiaoyan · چین            | رزیتا علیپور · ایران          | Barno Mirzaeva · ازبکستان                   |
| ۶۸ کیلوگرم  | Guzaliya Gafurova · قزاقستان | Tang Lingling · چین           | پگاه زنگنه · ایران                          |
| ۶۸ کیلوگرم  | Guzaliya Gafurova · قزاقستان | Tang Lingling · چین           | Kayo Someya · ژاپن                          |
| ۶۸+ کیلوگرم | Ayumi Uekusa · ژاپن          | Gao Mengmeng · چین            | حمیده عباسعلی · ایران                       |
| ۶۸+ کیلوگرم | Ayumi Uekusa · ژاپن          | Gao Mengmeng · چین            | نرگس حمیدالله · پاکستان                     |